# Casa natal de Vital Aza
La casa natal de Vital Aza es una vivienda urbana de trazas populares emplazada en el centro de la villa de Pola de Lena en el municipio de Lena (Asturias). Datable en el siglo XVIII, destaca por su valor simbólico, ya que en ella nació a mediados del siglo XIX el poeta y dramaturgo Vital Aza.

## Descripción
La construcción tiene forma de paralelepípedo y se adapta al desnivel del terreno con dirección esteoeste; presentando dos plantas en la fachada principal, mientras que las secundarias se distribuyen en tres. Los vanos, tanto puertas como ventanas, son enrasados y adintelados con obra de cantería. 
En la vivienda se reconocen, al menos, dos fases constructivas que quedan bien diferenciadas por una línea de sillares en vertical dispuestos a soga y tizón en las paredes norte y sur; además de los empalmes del pronunciado alero del corredor en la fachada meridional y el diferente tratamiento de las paredes maestras.
Por las trazas la parte más antigua correspondería al siglo XVIII y las más recientes, que pertenecen a la ampliación, serían del siglo XIX. 
La construcción por su apariencia rústica y por estar integrada en una manzana formó parte de las dependencias auxiliares de la casa del Marqués de Carrizo o de Regueral, inmueble con el que linda al norte y del que aparece separado por un muro de mampostería.